# Verkrachtingsdrug
Een verkrachtingsdrug (ook wel aangeduid met de Engelse leenwoorden rapedrug of daterapedrug) is een drug dat wordt toegediend aan een persoon om deze weerloos te maken en zo een verkrachting te vergemakkelijken. Ook andere misdrijven dan verkrachting zijn denkbaar, zoals beroving of oplichting. De meeste verkrachtingsdrugs worden oraal toegediend. Een uitzondering hierop is needlespiking.
De werkzaamheid van het gebruikte middel kan op de volgende effecten berusten:
- het slachtoffer wordt versuft, beseft minder goed wat er gebeurt en laat daardoor veel meer toe dan zij of hij onder nuchtere toestand zou doen
- angsten en remmingen worden verminderd
- de seksuele lust wordt vergroot
- bovendien kan een verkrachtingsdrug tot geheugenverlies leiden, waardoor de dader of daders meer kans hebben om aan vervolging te ontkomen

Zelfs wanneer het slachtoffer zich wel iets herinnert zal het hoogstwaarschijnlijk de schuld bij zichzelf en bij zijn of haar gedrag leggen. Dat het gedrag veroorzaakt is doordat de ander iets in zijn of haar drankje heeft gedaan zal men zich niet snel realiseren. Uitzondering is wellicht GHB, dat een zeer herkenbare zoute smaak heeft.

## Soorten
Drugs die gebruikt worden als verkrachtingsdrug zijn onder meer:
- Alcoholische drank (37%-46%)
- Cannabis (18%-25%)
- Cocaïne (7%-10%)
- GHB (4%)
- Rohypnol (flunitrazepam)
- Chloraalhydraat
- Triazolam
- Scopolamine

Verkrachtingsdrugs kunnen gevaarlijk zijn voor de gezondheid omdat het verschil tussen een werkzame en een schadelijke of zelfs fatale dosis klein kan zijn. Men kan de dosis niet vaststellen en het effect kan volledig verschillen afhankelijk van de persoon, diens gewicht, stofwisseling, medische achtergrond. Bij een te kleine dosis werkt het middel onvoldoende, bij een te grote dosis moet het slachtoffer naar het ziekenhuis worden afgevoerd. Bovendien is blijvende gezondheidsschade (bijvoorbeeld aan de lever) niet ondenkbaar. Het slachtoffer raakt bovendien weerloos en kan makkelijk wat overkomen. Verder is het denkbaar dat het slachtoffer, niet wetende dat het gedrogeerd is, een voertuig bestuurt onder invloed van de drug, met alle risico´s van dien.

## Belgisch recht
Het seksueel strafrecht in België beschouwt het gebruiken van listen en het onder invloed zijn van verdovende middelen, psychotrope stoffen of soortgelijke substanties als beletsels voor toestemming en bijgevolg als omstandigheden die leiden tot strafbaarheid van de erop volgende seksuele handeling (artikel 417/5 van het Strafwetboek). Bovendien is het toedienen van "weerloosmakende of remmingsverlagende stoffen" een verzwarende omstandigheid bij verkrachting of aantasting van de seksuele integriteit. Daarmee behandelt artikel 417/14 van het Strafwetboek spiking op dezelfde manier als het dreigen met een wapen: het verzwaart de straf tot vijftien à twintig jaar opsluiting.